# يوشيكي ناكاجيما (مؤدي صوت)
يوشيكي ناكاجيما (باليابانية: 中島ヨシキ؛ بالكانا: なかじま よしき) هو مؤدي صوت ياباني، ولد في 26 يونيو 1993 في كاناغاوا في اليابان.

## وصلات خارجية
- يوشيكي ناكاجيما على موقع ميوزك برينز (الإنجليزية)